# Habrotrocha trilobata
Habrotrocha trilobata är en hjuldjursart som beskrevs av Bartoš 1948. Habrotrocha trilobata ingår i släktet Habrotrocha och familjen Habrotrochidae. Inga underarter finns listade i Catalogue of Life.